# América (MG)
América Futebol Clube (cunoscută și ca América Mineiro sau pur și simplu América MG) este un club de fotbal profesionist din orașul Belo Horizonte, capitala statului brazilian Minas Gerais care evoluează în Campeonato Brasileiro da Série A. Fondat în 1912, clubul își păstrează numele și stema încă de la înființare. Culorile originale ale setului de acasă sunt doar alb și verde; culoarea neagră a fost încorporată în anii 1970. Echipa a mai jucat cu un echipament roșu de acasă între 1933 și 1942, ca un protest față de introducerea profesionismului. Își găzduiește meciurile pe stadionul Independência, fiind singurul club profesionist din Belo Horizonte care are propriul stadion. Clubul are a treia cea mai mare bază de fani dintre echipele din Minas Gerais.